# Gesta Hammaburgensis ecclesiae pontificum

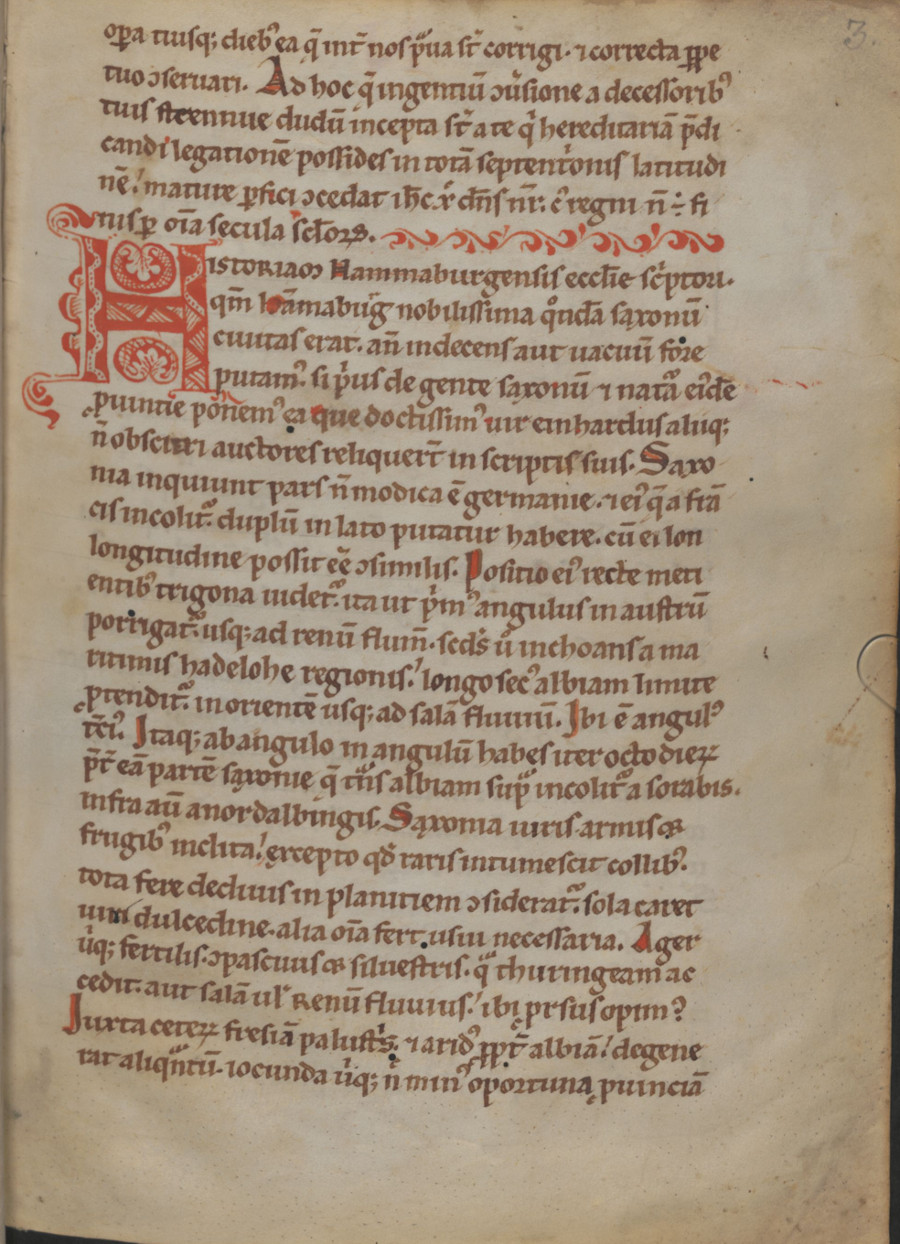
Początek księgi I zawarty w manuskrypcie wiedeńskim (Codex Vindobonensis 521, fol. 3r).

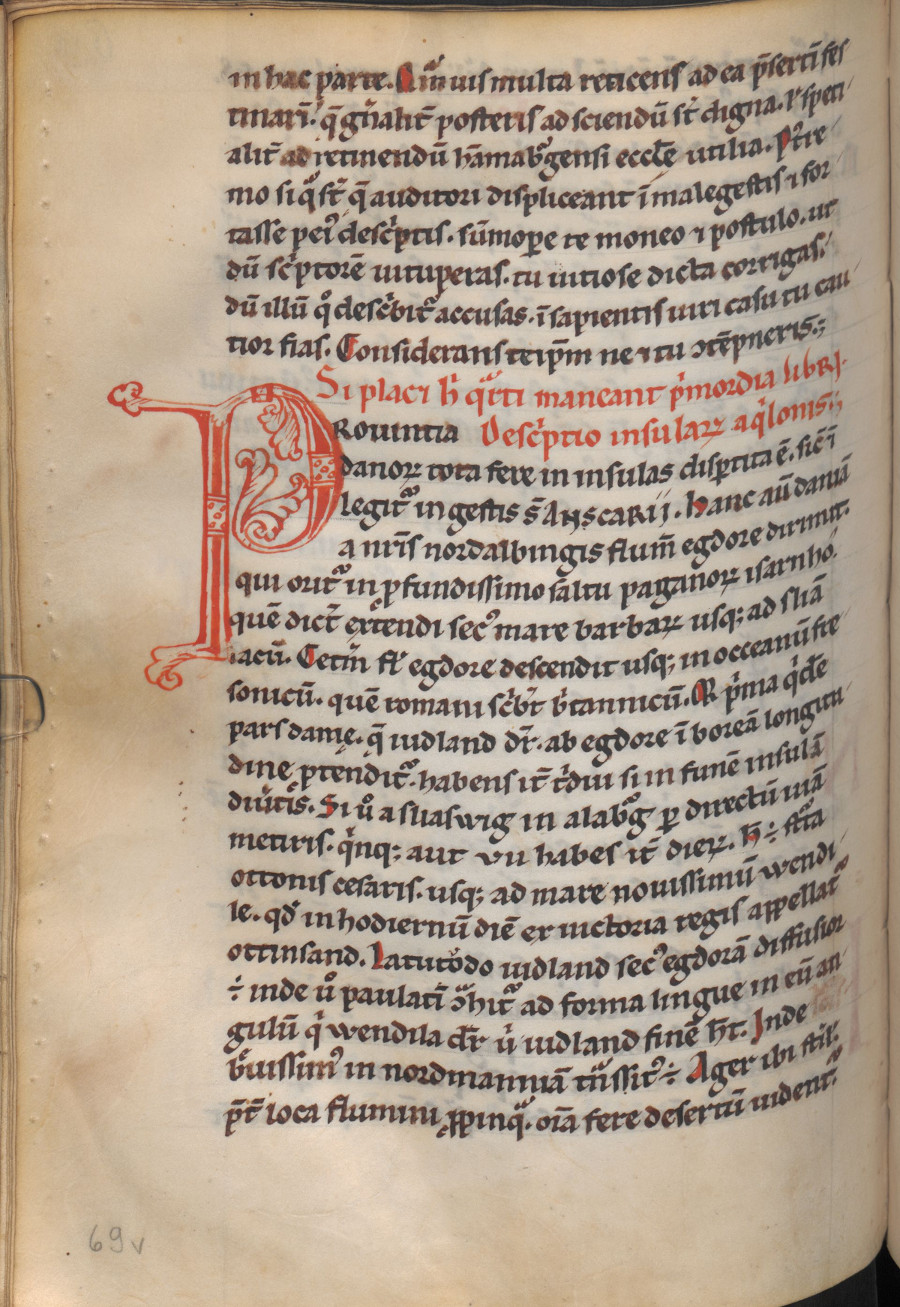
Pierwsza strona IV części descriptio insularum aquilonis (Codex Vindobonensis 521, fol. 69v).

Gesta Hammaburgensis ecclesiae pontificum (czyny biskupów Kościoła hamburskiego) – historyczny traktat napisany między 1075 i 1080 rokiem przez Adama z Bremy. Stanowi jedno z najważniejszych dzieł o średniowiecznej historii oraz geografii Europy Północnej. Jest to także najstarsze pisemne źródło o odkryciu Ameryki przez Leifa Erikssona.

## Historia
Dzieło zostało napisane z inicjatywy arcybiskupa hambursko-bremeńskiego Adalberta pomiędzy 1075, a 1080 rokiem przez kanonika oraz mistrza szkoły katedralnej w Bremie Adama Bremeńskiego. Autor napisał je w oparciu o lokalne zbiory rękopiśmienne skryptorium katedralnego w Bremie, dzieła wcześniejszych historyków Einharda i Kasjodora, oraz relacje biskupa Adalberta i króla duńskiego Swena Estridsena.

## Budowa dzieła
Traktat składa się z pięciu części oraz czterech ksiąg:
- Wstęp adresowany do biskupa Liemara
- Libri I–III – trzy księgi opisujące historię archidiecezji hambursko-bremskiej
  - Księga I – opisująca okres od roku 845 do 940
  - Księga II – opisująca okres od roku 940 do 1045
  - Księga III – opisująca okres od roku 1043 do 1072
- Descriptio insularum aquilonis – opis geograficzny północnej Europy
- M. Adami epilogus ad liemarum episcopum – pisany heksametrem wiersz dedykowany arcybiskupowi Liemarowi z Bremy

## Treść dzieła

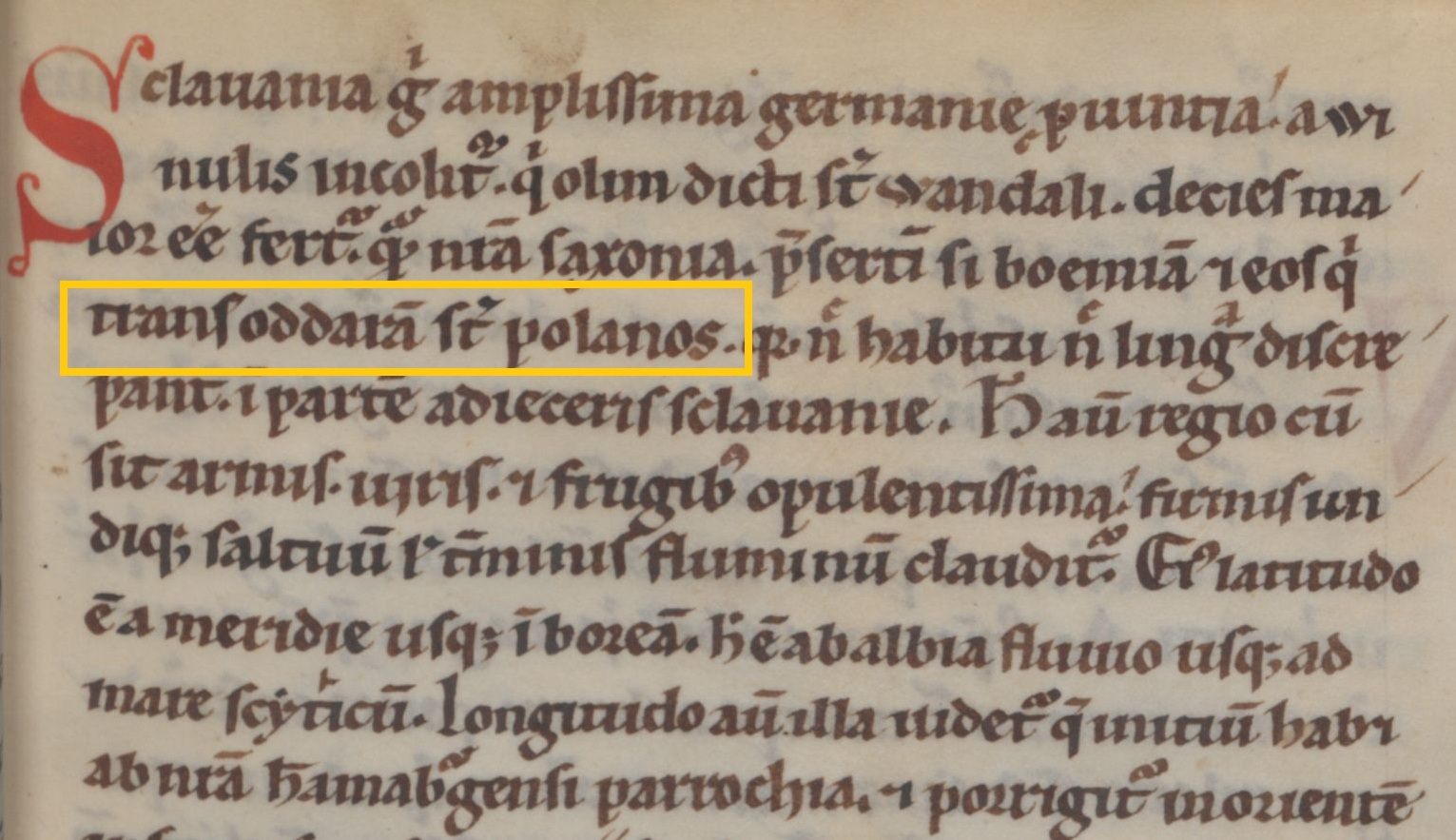
Fragment „Gesta Hammaburgensis Ecclesiae pontificum” Adama z Bremy wymieniający Polan żyjących wzdłuż Odry „trans Oddaram sunt Polanos”.

Dzieło stanowi jedno z najważniejszych źródeł historycznych dotyczących historii oraz geografii Europy: północnej części obecnych Niemiec, Skandynawii oraz północno-zachodnich terenów obecnej Polski. Obejmuje okres od 788 do 1072 roku.
Jest ważnym średniowiecznym materiałem źródłowym dotyczącym czasów wikingów. Opisuje relacje pomiędzy Saksonami, Duńczykami oraz najdalej wysuniętymi na zachód Słowianami zachodnimi. Jest również pierwszym źródłem pisanym dotyczącym odkrycia Ameryki Północnej przez Normanów.
W księdze II znajduje się wiele informacji o Słowianach połabskich – Serbach łużyckich, Wieletach oraz Obodrzytach. Część IV zawiera opis południowego wybrzeża Bałtyku w tym Pomorza Zachodniego oraz wyspy Wolin.
Adam z Bremy kilkakrotnie wymienia również plemię Polan, gdzie za strefę graniczną pomiędzy Połabianami z plemion wieleckich oraz lucickich a Pomorzanami i Polanami uznaje Odrę. Według jego relacji ziemia Polan graniczy z ziemiami pomorskimi, pruskimi, czeskimi i rozciąga się aż po granice państwa ruskiego: „Trans Oddoram fluvium primi habitant Pomerani, deinde Polani, qui a latere habent hinc Pruzzos, inde Behemos, ab oriente Ruzzos”  czyli w języku polskim Wzdłuż rzeki Odry pierwsi żyją Pomorzanie, dalej Polanie, którzy graniczą z Prusami, Czechami, a na wschodzie z Rusami. W treści użyta jest także nazwa Polanos na określenie Polan żyjących wzdłuż Odry we fragmencie „trans Oddaram sunt Polanos”. Tekst wymienia także kilkukrotnie Polskę w różnych odmianach „Polonia” oraz wspominając Bolesława Chrobrego „rege Polanorum Bolizlao” itp.

## Wydania
Oryginalny tekst napisany został po łacinie pomiędzy 1075 i 1080 rokiem przez niemieckiego kronikarza i geografa Adama z Bremy i pierwotnie stanowił manuskrypt. Dzieło to doczekało się w średniowieczu kilku rękopiśmiennych kopii. Najstarsze zachowane odpisy pochodzą z przełomu XI i XII wieku. Po wynalezieniu druku przez Gutenberga tekst został kilkukrotnie wydany:
- Po raz pierwszy rękopis wydrukowany został po łacinie w roku 1595 przez Erpolda Lindenbroga(inne języki).
- W latach 1609 oraz 1630 wydrukowany został dwukrotnie po łacinie w zbiorze Scriptores rerum septentrionalium.
- Czwarte wydanie Johannesa Messinusa wydane zostało w Sztokholmie w 1615 oraz przez Stephanusa Johannesa Stephaniusa(inne języki) w Lejdzie.
- Kolejna edycja Joachima Johannesa Madera pojawiła się w Helmstedt w 1670 oraz jako reprint w 1706 wydana przez J.A. Fabriciusa w Hamburgu.

Pierwsza krytyczna i naukowa analiza dzieła dokonana została przez Johanna Martina Lappenberga i ukazała się w roku 1846. W ramach zbioru materiałów źródłowych do historii Niemiec – Monumenta Germaniae Historica edytowanym przez Georga Heinricha Pertza ukazała się w 1876 roku .
Dzieło opublikowane zostało w 2002 roku w języku angielskim w ramach cyklu materiałów źródłowych do historii cywilizacji zachodniej "Records of Western civilization" w tłumaczeniu Francisa Tschana i Timothy’ego Reutera .